# 마인데르트 호베마

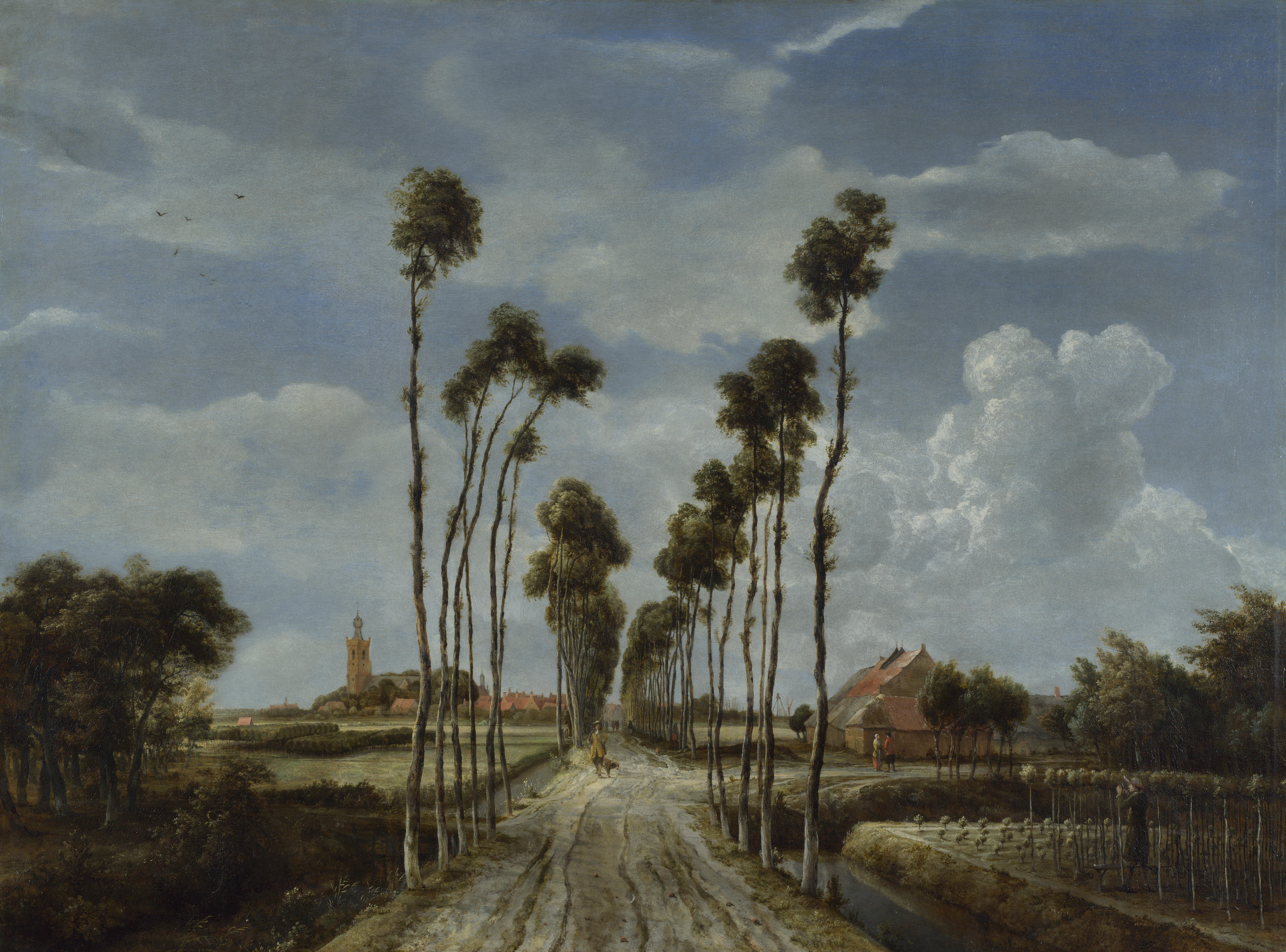
〈미델하르니스의 가로수길〉

마인데르트 호베마(네덜란드어: Meindert Lubbertszoon Hobbema, 1638년 10월 31일 ~ 1709년 12월 7일)는 네덜란드의 17세기 예술적 황금기를 이끈 풍경화가 가운데 한 사람으로, 전원적인 풍경을 주로 화폭에 담았다.
호베마는 네덜란드 황금시대의 저명한 풍경화가인 야콥 반 루이스달(Jacob van Ruisdael)의 제자였으며, 성숙한 시기에 그의 스승의 보다 다양한 작품의 한 측면을 발전시킨 그림을 그렸는데, 특히 "길로 열린 햇살 가득한 숲의 풍경과 반짝이는 연못"을 전문으로 했습니다. 